# شهرستان جینچئون
شهرستان جینچئون (به لاتین: Jincheon County) یک منطقهٔ مسکونی در کره جنوبی است که در چونگچیونبوک-دو واقع شده‌است. شهرستان جینچئون ۴۰۶٫۰۸ کیلومتر مربع مساحت و ۶۰٬۹۶۴ نفر جمعیت دارد.

## خواهرخوانده
شهر والهو، کالیفرنیا خواهرخواندهٔ شهرستان جینچئون هست.